# 電光夜間戰鬥機
愛知S1A電光戰鬥機是一種專用於對付波音B-29超級空中堡壘的重型高空夜間戰鬥機，本機是由愛知飛機公司研製。與納粹德國空軍的亨克He 219夜梟一樣，都是從頭開始研發專用的夜間戰鬥機，而不像以往的月光夜間戰鬥機和極光夜間戰鬥機，由既有的轟炸機、偵察機改裝而成。

可是本機在研製過程中遇到難題，無法滿足軍方所提出的過高要求，因此海軍原本將電光預定生產轉為增加研製試驗機。

在太平洋戰爭後期，兩架電光試驗機製造完成前就被B-29空襲而燒毀。如果電光試驗機能夠提早製造完成和試飛，本機的性能與同亨克He 219夜梟一樣可以有效打擊波音B-29。

## 開發歷史
當時日本海軍的夜間戰鬥機雖有由十三試雙發陸上戰鬥機／二式陸上偵察機改良的月光（J1N1-S），以及計劃中由陸上轟炸機銀河改裝的極光（P1Y2-S），但不論性能與武裝都無法完全滿足要求，在1943年日本海軍接到美國空軍的波音B-29超級空中堡壘進入實用階段情報，海軍下令愛知飛機公司研製首架正式的夜間戰鬥機·十八試丙戰電光（S1A1），愛知社內稱呼為AM-25，同時可擊墜敵晝間哨戒機及擔任中距離哨戒的夜間戰鬥機為目的，性能要求如下： 
- 最高速度：高度9000公尺時685km/h以上
- 上昇力：8分以內上昇至高度6000公尺
- 航續力：正常重量的場合，飛行高度5000公尺時．全力0.5小時＋飛行高度4000公尺時．445km/h巡航速度2.5小時，超載重量場合為5小時
- 射擊武裝：〔胴體前方〕30mm機炮1挺及20mm機炮2挺，〔胴體後上方〕裝備20mm機炮2挺的遙控炮塔1座
- 轟炸武裝：250公斤炸彈1個或60公斤炸彈4個
- 同時增設雷達系統

愛知以尾崎紀男技師擔任設計主任，1943年11月接手基本設計，翌年的2月向軍方提出計劃說明書，獲得審議會承認，開始細部設計，同年8月進行實機大木型審查；直到秋季海軍進行試驗機計劃整理檢討時，本機一度列入中止試作的機型名單，但因對抗B-29的夜間戰鬥機有其必要性，所以開發試驗仍繼續進行。電光採用許多新設計：
- 1.)為確保高揚力與低着陸速度，採用愛知獨特的親子式隙間襟翼，輔助翼翼幅之50%也採用同型之二重隙間襟翼，於着陸時作動，水平尾翼亦與襟翼聯動。主翼胴體部下方設有兼具減速與襟翼功能的抵抗板，以便用斜銃射擊敵機時能保持等速平行飛行，增加攻擊命中率。

- 2.)由於杜拉鋁資源短缺已相當明顯，因此構造設計上簡易化以便大量製造，並削減使用零件數及材料種類，和現行制式機種相通用，如起落架裝置與海軍空技廠陸上轟炸機銀河（Y-20）使用者相同，液壓系統也儘可能使用銀河的零件。此外使用類似英國的德哈維蘭DH.98蚊式全木造結構，節約杜拉鋁資源。（由於當時日本缺乏木造飛機技術的經驗，加上黏結劑和合板構造不佳，還有防止鋁生銹的塗料以及鋁資源短缺，所以在機身和機翼的外殼用薄不鏽鋼。）

- 3.)胴體採木金交造半單體式構造，為簡化製作易於大量生產，分為前方部、操縱席部、主翼胴體部、中央部、後方部等五區劃。中央部與後方部為四角圓弧化的四邊形，以便武器等裝備之艤裝；但前方部上半基於視野考量為圓形，而下半為收納各種機炮及便於檢點，採橢圓形。還有防御方面，駕駛艙的擋風玻璃設置防彈玻璃、駕駛艙內週邊設置防彈裝甲、機身和機翼內設置防彈燃料箱。

- 4.)動力方面，海軍指定使用中島重工的譽二二型（NK9K）引擎，但是經愛知社內計算，認為高空出力無法達成性能要求，唯有裝備開發中之渦輪增壓器的譽二四型（NK9K-L Ru）才合適；因此試作初期先使用譽二二型，中期改採有氧氣噴射裝置的譽三三型（NK9K-O），以取得短時間內高高度之高出力，等譽二四型完成後再正式換裝。

- 5.)前方射擊武裝為五式30mm固定機炮兩門、九九式二型20mm機炮兩門。30mm機銃固定於胴體中心線，20mm機炮位於30mm機炮下方，置於俯仰架臺上，離中心線左右各20cm，必要時可斜上方30度射擊，當成斜射使用，20mm機炮俯仰由操縱席左的拉桿控制，往後方拉時固定於30度仰角，前推時恢復水平，操縱桿上另有切換器，可選擇僅20mm機炮射擊或20mm、30mm機炮齊射，機首並裝備電波探知機。胴體中央部後方設有搭載兩門九九式二型20mm機炮的遙控迴轉炮塔，但銃塔使用之遙控炮架，因本機設計當時尚處試驗中，故無詳細資料記錄，而偵察席除可上下調整外，射擊時有必要還能往後方移動。炸彈配置60公斤四枚、250公斤兩枚或500公斤一枚。

可是，愛知飛機公司只是專門研製和生產偵察機、轟炸機、飛行艇和水上飛機等，而不是戰鬥機。
由於電光具有特殊設備，全備重量很容易突破一萬公斤大關。無論是氧氣噴射裝置、渦輪增壓器還是遙控迴轉炮塔沒有一個問題多多無法使用。海軍方面在對本機做出初步測試後發現電光性能不可以達標，於是終止了增加試驗機，僅製造兩架試驗機用於研究和試驗飛行。（附帶一題，海軍有可能等到兩架試驗機試飛完成後，計劃在第3和第4號試驗機安裝三菱重工的MK9A Ru或MK10A Ru引擎）
1944年12月發生東南海地震，使研製工廠受損嚴重，各種工廠疏散四處，製作進度大為落後。1945年6月9日的愛知航空機與愛知時計電氣集中空襲，將預定同年8月試飛的1號機炸毀；2號機疏散至岐阜大垣工廠組裝時，可是在7月9日與同1號機一樣也是受到空襲而燒毀。至止，日本海軍歷史上空前絕後超重巨大型戰鬥機研製胎死腹中。

## 評價
雖然電光具有特殊設備，但是海軍下令多項不切實際要求和自身技術未完善。結果導致全備重量一萬公斤，還有飛行性能未達標和下滑。其實致命傷，還是日本海軍對未來新型機種與性能要求缺乏遠見，例如指定選用NK9譽引擎是不實際，導致飛行性能遠遠低於指定最高性能，導致研製計劃胎死腹中。好在三菱重工研製MK9引擎的特性和實用可靠性比NK9譽更勝一籌，因為輸出馬力和迎風阻力小，所以在飛行性能和高空性能可以挽回海軍要求指標。致於安裝三菱MK9A Ru渦輪增壓器引擎，在試驗飛行性能順利達標和用於攔截B-29也頗有所獲。可是日本海軍堅持選用NK9譽而拒絕用MK9，導致一種本來擁有特性夜戰電光就在下令不切實際規格要求下演變成夢幻軍機。

## 基本資料（估計值）
- 全長：14.65公尺（水平靜止時）
- 全寬：17.5公尺
- 全高：4.61公尺
- 主翼面積：47平方米
- 自重：7,320公斤
- 全備重量：10,180公斤
- 發動機：兩具中島NK9K譽二二型十八氣缸複列星型引擎（2,000匹馬力）
- 最快速度：5,85公里/小時（高度8000米）
- 635公里/小時（氧氣噴射時高度8000米）
- 670公里/小時（渦輪增壓時高度8000米）
- 上昇時間：（氧氣噴射）9分30秒上昇至6000公尺（渦輪增壓）8分15秒上昇至6000公尺
- 昇限：12,000米
- 航續力：1650公里（正常）,2800公里（加裝兩桶700升外掛燃料箱時場合）
- 武裝：30毫米五式機炮兩門（各門100發）、20米毫九九式二號五型機炮兩門（各門200發）、兩門20米毫九九式二號五型機炮的遙控迴轉銃塔（各門200發）
- 1枚500公斤炸彈或2枚250公斤炸彈或4枚60公斤炸彈
- 乘員：2名

## 使用國家
- 日本

## 外部連結
- http://www.daveswarbirds.com （页面存档备份，存于）